# Кашана Терме
Кашана Терме (итал. Casciana Terme) је насеље у Италији у округу Пиза, региону Тоскана.
Према процени из 2011. у насељу је живело 2479 становника. Насеље се налази на надморској висини од 118 м.

## Становништво
| 1936. | 1951. | 1961. | 1971. | 1981. | 1991. | 2001. | 2011. |
| ----- | ----- | ----- | ----- | ----- | ----- | ----- | ----- |
| 3.835 | 3.838 | 3.492 | 3.093 | 3.129 | 3.228 | 3.538 | 3.628 |